# Joule

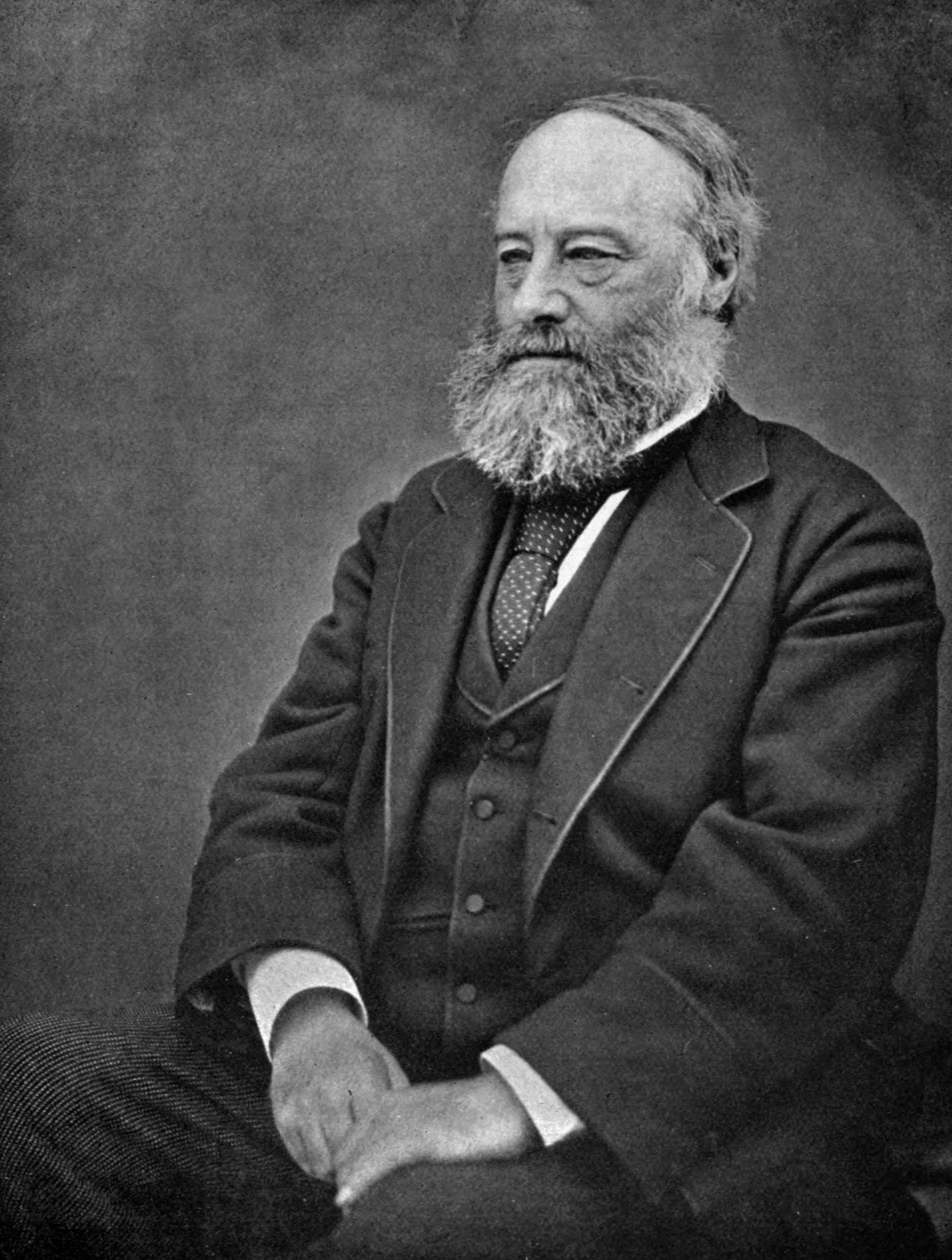
Fotografia de James Prescott Joule.

El joule (símbol J) és la unitat d'energia, quantitat de calor i treball en el Sistema Internacional d'Unitats. Va ser anomenada així en honor del físic anglès James Prescott Joule (1818 – 1889). Es tracta d'una unitat derivada que es defineix com el treball que fa una força d'un newton quan el punt on s'aplica es desplaça un metre en la direcció de la força. En termes d'unitats bàsiques del SI s'expressa en quilogram per metre quadrat dividit entre segon al quadrat:
{\displaystyle \,1\,\mathrm {J} =1\,\mathrm {kg} \cdot \mathrm {m} ^{2}\cdot \mathrm {s} ^{-2}}
Seguint les normes del Sistema Internacional d'Unitats publicades per l'Oficina Internacional de Pesos i Mesures el nom de les unitats s'ha d'escriure en minúscula (joule) i el símbol amb la lletra majúscula J atès que deriva d'un nom propi.

## Definició
Un joule es defineix com la quantitat de treball físic que faria una força d'un newton per a moure un objecte a una distància d'un metre en la direcció de la força aplicada. Però, atès que el concepte d'energia s'utilitza en diferents àmbits de la física, hi ha d'altres definicions pràctiques utilitzant altres unitats derivades, així un joule també és:
- El treball necessari per moure una càrrega elèctrica d'un coulomb al llarg d'una diferència de potencial d'un volt. Aquesta relació pot ser utilitzada per a definir el volt.

{\displaystyle {\rm {1\,J=1\,V\cdot C}}}
- El treball fet per un circuit elèctric per fer circular un corrent elèctric d'un ampere a través d'una resistència elèctrica d'un ohm durant un segon.

{\displaystyle {\rm {1\,J=1\,\Omega \cdot A^{2}\cdot s}}}
- El treball necessari per produir la potència d'un watt durant un segon. Aquesta relació pot ser utilitzada per a definir el watt.

{\displaystyle {\rm {1\,J=1\,W\cdot s}}}
El quilowatt-hora és una altra unitat d'energia, basada en el watt i l'hora, que tot i no formar part del SI s'utilitza habitualment per a l'energia elèctrica, el seu preu s'acostuma a expressar en € per kWh. Un quilowatt-hora serien 3.600.000 joules o 3,6 megajoules.

## Història
El 1889 la British Association for the Advancement of Science va suggerir el nom de joule per a la unitat d'energia, el nom va ser adoptat al segon Congrès international des électriciens celebrat a París el mateix any 1889 en el marc de l'Exposició Universal.
El 1948 a la 9a reunió de la CGPM que es va fer a París, es va consagrar el joule com a unitat d'energia, tanmateix la resolució era una mica ambigua i només deia El joule és la unitat de la quantitat de calor, sembla que la Conferència va trobar alguns problemes amb els defensors de la caloria. Una altra mostra d'ambigüitat és que a la mateixa 9a reunió de la CGPM es va adoptar una resolució referent a l'escriptura dels noms i símbols de les unitats on encara apareixia l'erg, no seria fins al 1960, a l'11a reunió de la CGPM, quan es va definir el Sistema Internacional d'Unitats, que el joule quedaria definit clarament com l'única unitat d'energia, treball i quantitat de calor.
En el camp de les radiacions ionitzants les unitats de mesura per a la dosi absorbida i la dosi equivalent de radiació són les mateixes, el joule per quilogram, però per evitar confusions s'utilitzen unitats amb un nom específic, el gray i el sievert respectivament.
El 1971 la Unió Europea va publicar la directiva 71/354/EEC instant els estats membres a utilitzar les unitats del Sistema Internacional, amb joule com la unitat d'energia tot i que permetia la utilització de la caloria fins al 1977 i de l'erg fins al 1979. La directiva 80/181/EEC
del 1979 va confirmar la utilització del SI i el joule però va permetre la utilització d'algunes altres unitats, com la caloria, sempre que el seu ús fos suplementari a la unitat corresponent del SI i temporalment fins a finals del 1989. Successives directives van anar endarrerint la data fins al 1999 (89/617/EEC del 27 de novembre del 1989), i el 2009 (1999/103/EC
del 24 de gener del 2000), finalment la directiva 2009/3/EC
de l'11 de març del 2009 permet la utilització indefinida d'indicacions suplementàries d'algunes unitats.

## Múltiples del joule
| Submúltiples                            | Submúltiples | Submúltiples |        | Múltiples | Múltiples  | Múltiples |
| Valor                                   | Símbol       | Nom          |        | Valor     | Símbol     | Nom       |
| --------------------------------------- | ------------ | ------------ | ------ | --------- | ---------- | --------- |
| 10–1 J                                  | dJ           | decijoule    |        | 10¹ J     | daJ        | decajoule |
| 10–2 J                                  | cJ           | centijoule   | 10² J  | hJ        | hectojoule |           |
| 10–3 J                                  | mJ           | mil·lijoule  | 103 J  | kJ        | kilojoule  |           |
| 10–6 J                                  | µJ           | microjoule   | 10⁶ J  | MJ        | megajoule  |           |
| 10–9 J                                  | nJ           | nanojoule    | 10⁹ J  | GJ        | gigajoule  |           |
| 10–12 J                                 | pJ           | picojoule    | 1012 J | TJ        | terajoule  |           |
| 10–15 J                                 | fJ           | femtojoule   | 1015 J | PJ        | petajoule  |           |
| 10–18 J                                 | aJ           | attojoule    | 1018 J | EJ        | exajoule   |           |
| 10–21 J                                 | zJ           | zeptojoule   | 1021 J | ZJ        | zettajoule |           |
| 10–24 J                                 | yJ           | yoctojoule   | 1024 J | YJ        | yottajoule |           |
| En negreta els múltiples més utilitzats |              |              |        |           |            |           |

## Ordre de magnitud
El joule és una unitat d'energia molt petita per la vida corrent. Aproximadament, un joule és la quantitat d'energia necessària per aixecar un quilogram a una alçada de deu centímetres a la superfície terrestre. Una puntada de peu d'un esportista pot tenir una energia d'uns 200 J; una bombeta de baix consum de 20 watts durant vuit hores gasta uns 500.000 J; i el consum elèctric d'una família mitjana durant un mes pot ser d'uns 1.000.000.000 (uns 278 kWh). Per aquest motiu, és més habitual utilitzar la unitat kWh (quilowatt hora) en lloc del MJ (megajoule) o el GJ (gigajoule), com caldria fer-ho.

## Exemples pràctics
A la vida diària podem trobar aquests exemples quantificats en joules:
- 1 joule : 
  - energia necessària per aixecar un metre un petit objecte de 100 grams a la superfície de la Terra.
  - energia necessària per elevar la temperatura d'un gram d'aire sec (un litre) un grau Celsius.

- 1000 joules
  - quantitat de calor dissipada en 10 segons per una persona en repòs.
  - energia que necessita un nen (30 kg) per pujar un pis (poc més de tres metres).

- 1 megajoule (un milió de joules)
  - calor necessària per portar a ebullició 3 litres d'aigua.
  - un quart d'hora d'escalfament produït per un radiador de 1000 W.

Com es pot observar, el joule és una unitat massa petita per a ser utilitzada habitualment.

## Conversions
1 joule és igual a:
- 1 N·m (newton metre)
- 1 W·s (watt segon)
- 2,7778 ×10−4 watt hora
- 0,000 000 278 quilowatt-hora
- 6,24150974 × 1018 eV (electró volts)
- 0,239 calories
- 1 pascal-metre cúbic.

Unitats definides en termes del joule:
- 1 watt hora = 3600 J
- 1 kilowatt hora = 3,6 x 10⁶ J (o 3,6 MJ)
- 1 tona TNT = 4,184 GJ

## Newton-metre i parell
En mecànica, el concepte de força (en alguna direcció) té un anàleg proper en el concepte de parell (aproximadament un angle):
| Lineal       | Angular          |
| ------------ | ---------------- |
| Força        | Parell           |
| Massa        | Moment d'inèrcia |
| Desplaçament | Angle            |

El resultat d'aquesta similitud és que la unitat del SI per al parell és el newton-metre, que funciona de manera àlgebraica per tenir les mateixes dimensions que el joule, però no són intercanviables. La Conferència General de Peses i Mesures ha donat a la unitat d'energia el nom de joule, però no li ha donat cap nom especial a la unitat de parell, per tant és simplement el newton-metre (N⋅m) – un nom compost derivat de les seves parts constituents. L'ús de newton-metres per al parell i els joules per a l'energia és útil per evitar malentesos i comunicacions incorrectes.
La distinció es pot veure també en el fet que l'energia és una quantitat escalar: el producte puntual d'un vector de força i un vector de desplaçament. Per contra, el parell és un vector: el producte creuat d'un vector força i un vector distància. El parell i l'energia estan relacionats entre si per l'equació
{\displaystyle E=\tau \theta \,,}
on E és energia, τ és (la magnitud vectorial de) parell, i θ és l'angle escombrat (en radians). Com que els angles plans són adimensionals, es dedueix que el parell i l'energia tenen les mateixes dimensions.

## Watt-segon
Un watt-segon (símbol W s o W⋅s) és una unitat derivada d'energia equivalent al joule. El watt-segon és l'energia equivalent a la potència d'un watt sostingut durant un segon. Tot i que el watt-segon és equivalent al joule tant en unitats com en significat, hi ha alguns contextos en què s'utilitza el terme "watt-segon" en comptes de "joule", com ara en la qualificació de unitats de flaix electrònic.